# Tvornica trikotaže Biokovka
Tvornica trikotaže Biokovka bilo je hrvatsko poduzeće iz Zagvozda. 

## Povijest
Prvi dani tvornice bili su 1958. godine. U začetcima je bilo šestero uposlenih. Pogon je bio u Krištinoj kući. Tih dana Zagvozd još nije imao spoj na elektroopskrbnu mrežu, pa im je strojeve pokretao motor Aran. Uskoro se je podignuta nova zgrada. Pogon je u nju uselio 1963. godine. Posao se širio i u najboljim godinama poslovanja tvornica trikotaže radila je u tri smjene i imala je više od 350 zaposlenih. Tvornica je olako predana imotskom Trimotu. Poslije je postupno došla "malo pomalo, nikome". Danas su Biokovkini pogoni napušteni.